# Liste de points extrêmes du Liban
Cet article liste les points extrêmes du Liban.

## Latitude et longitude
- Point le plus au nord : 34° 42′ 01″ N, 36° 18′ 12″ E
- Point le plus au sud : 33° 03′ 26″ N, 35° 22′ 01″ E
- Point le plus à l'est : 34° 12′ 17″ N, 36° 38′ 11″ E
- Point le plus à l'ouest : 33° 05′ 38″ N, 35° 06′ 16″ E

## Altitude
- Point culminant : Qurnat as Sawda' : 3 088 m 34° 18′ 00″ N, 36° 06′ 49″ E